# Десятый шаг
Десятый шаг — героико-приключенческая киноповесть 1967 года, о борьбе советской власти с бандитизмом, режиссёра Виктора Ивченко по мотивам произведений Р. Эйдемана. Премьера состоялась 14 июля 1967 года в Москве.

## Сюжет
Не успела закончиться гражданская война, красного командира Осипа Дзюбу посылают на новый фронт работ — председателем ревкома в городок Степнянск. С ним едет жена, дворянка, Аня. Ей тоже пришлось сражаться на полях гражданской войны. Жизнь в Степнянске не проста перед советскими властями стоит задача собрать продовольствие, а по округе бродят банда атамана Хмары. Уничтожение таких банд и есть десятый, окончательный шаг к полному установлению советской власти.
В город приезжает со своей женой, брат Анны — Перемытов, бывший белогвардеец, а сейчас советский служащий, получающий усиленный паёк. Анна идёт в гости к брату, тихий спокойный вечер в семье брата, да ещё подкреплённый усиленным пайком, вносят смятение в душу Анны. Это смятение усиливает появление бывшего возлюбленного Анны — Романенко. В нём подозревают белогвардейского палача, но он отметает эти подозрения, утверждая, что он лишь однофамилец. Происходит разлад с мужем, закончившийся, тем что она бросает мужа.
В это время глава ВЧК Линде ведёт отчаянную борьбу с бандой Хмары, заслав к врагу законспирированного агента. Этому агенту пришлось собственноручно зарубить продкомиссара и своего старого друга Глузкина. Глузкина бандиты захватили в поезде и опознали по фотографии, которую Анна подарила своему брату. Анна попадает под подозрения чекистов, как и её муж, которого оговорил подозрительный перебежчик.
Бандиты собираются напасть на Степнянск. Прибыв в город под видом делегатов крестьянского съезда, ночью они перебьют «красных». В одном из таких «делегатов» Анна узнаёт «беляка» по кличке «Полторанесчастья», она бросается к Романенко, они должны сообщить в ВЧК об опасности. Романенко останавливает её и признаётся, что он организатор нападения на город. Завязывается борьба и Анна убивает Романенко. Она бежит в ВЧК. Линде не очень доверяет Анне и запирает её в своём кабинете, но предпринимает необходимые шаги. Город отбит, Дзюба реабилитирован, а Анна, осознав, что она стала игрушкой в руках врага, что её наивность стала причиной гибели Глузкина и штурма города, кончает жизнь самоубийством.

## В ролях[3]
- Нелли Мышкова — Аня Перемытова-Дзюба
- Павел Морозенко — Дзюба
- Николай Козленко — Смирнов
- Юрий Волков — Линде
- Алексей Сафонов — Глузкин
- Иван Марин — Салтыков
- Фёдор Панасенко — Доценко
- Борис Мирус — Корчун
- Олег Комаров — Гигантов
- Владимир Дружников — Романенко
- Степан Олексенко — Перемытов
- Константин Степанков — Хмара
- Владимир Волчик — Полторанесчастья

## Критика
Критик Л. Аннинский из журнала «Спутник кинозрителя» отмечает работу актёров особенно играющих отрицательных персонажей Владимира Дружникова и Константина Степанкова, им удалось передать своих героев достаточно реалистично, хотя их герои и не лишены некоторой шаблонности. Аннинский отметил, что вторая половины ленты представляет по сути детектив. Добрым словом критик отмечает работу режиссёра картины, «Виктор Ивченко ещё раз доказал, что нет таких традиционных сюжетов в которых нельзя было бы открыть глубины настоящего драматизма.»